# Aire-sur-l'Adour
Aire-sur-l'Adour là một xã trong tỉnh Landes ở Aquitaine tây nam nước Pháp.

## Hình ảnh

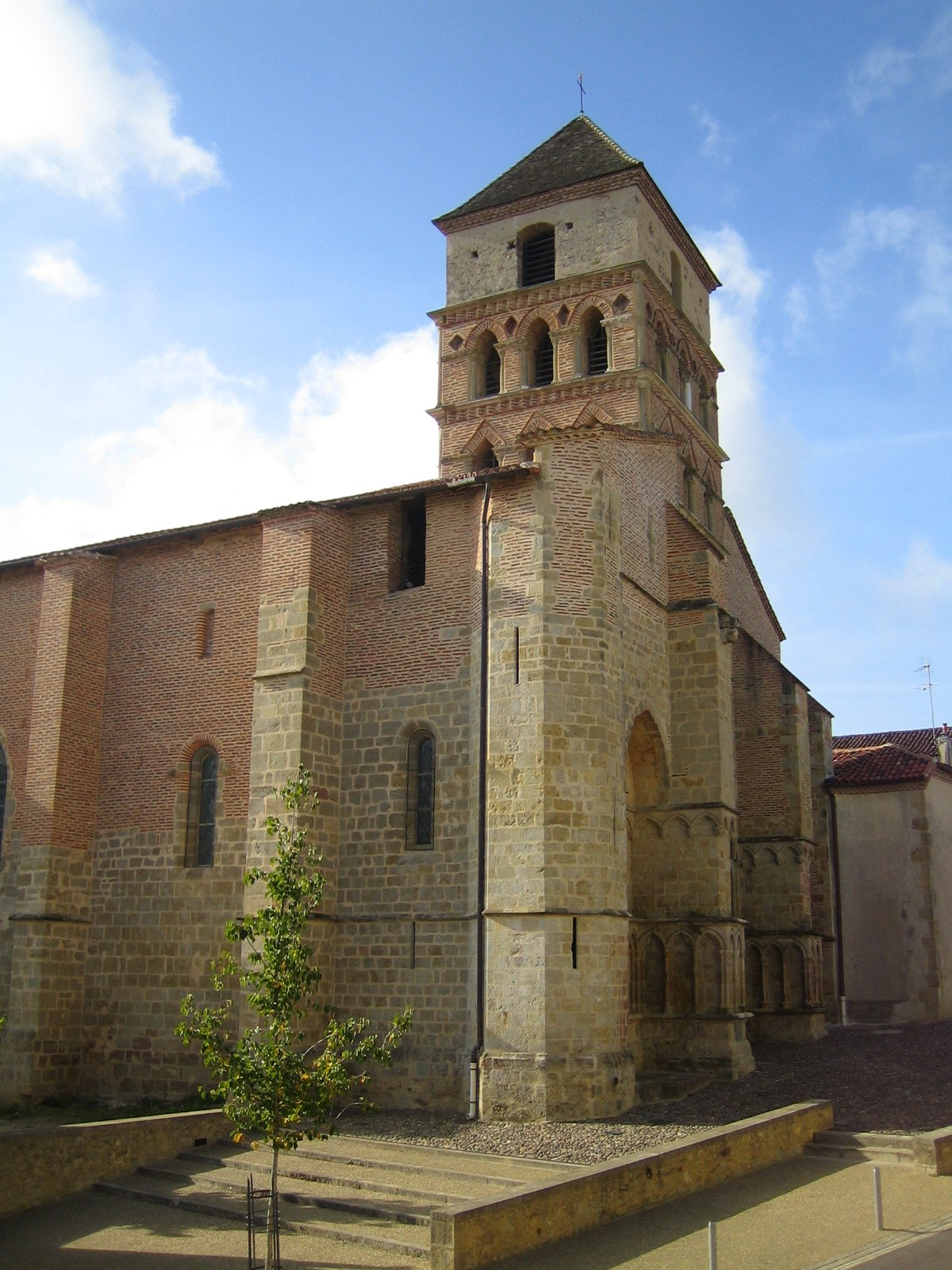
Sainte-Quitterie church, Aire-sur-l'Adour, France